# Patak
Patak är en ort (by) i provinsen Nógrád i norra Ungern. Orten har 858 invånare (2024), på en yta av 16,15 km². Den ligger cirka 12,5 kilometer sydväst om Balassagyarmat.